# A Rómeó és Júlia epizódjainak listája

A Rómeó és Júlia logója

Ez a lista a Rómeó és Júlia című animesorozat epizódjainak felsorolását tartalmazza. A Rómeó és Júliát Japánban a Chubu-Nippon Broadcasting vetítette Romeo × Juliet címmel 2007. április 4-től 2007. szeptember 26-ig. Ezt követően több televíziócsatorna is műsorára tűzte, mint a TBS, a KBS Kyōto és a SUN-TV. A 24 részes animesorozat a Gonzo és a SKY Perfect Well Think gyártásában és Oizaki Fumitosi rendezésében készült. A forgatókönyvet Josida Reiko írta, a zenét Szakimoto Hitosi szerezte és a Eminence Symphony Orchestra adta elő Josida Tomohiro zenei rendező felügyelete mellett. A sorozatban három témazene volt hallható, egy főcímdal és két zárófőcímdal. A főcímdal Lena Park Inori〜You Raise Me Up〜 (祈り〜You Raise Me Up〜)) című száma volt. A zárófőcím alatt az első 14 epizód esetén a 12012 Cyclone (サイクロン)) című száma, míg a 15-től a 23-ig terjedő részek alatt a Mizrock Good Bye, Yesterday című száma volt hallható. A 24. rész végén az Inori〜You Raise Me Up〜 angol nyelvű változata csendült fel. Az animét Észak-Amerikában a Funimation Entertainment licencelte és készítette el az angol nyelvű szinkronját. Észak-Amerikában a teljes sorozat két szettben került kiadásra. A sorozat első felét tartalmazó Romeo Collection 2009. június 23-án, míg a második felét tartalmazó Juliet Collection 2009. augusztus 11-én jelent meg.
Magyarországon a Animax vetítette 2009. október 23. és 2010. január 22. között vetítette magyar szinkronnal. Ugyanekkor kezdete sugározni az Animax Csehországban és Szlovákiában, a Rai 4 pedig Olaszországban.

## Epizódlista
| #  | Epizód címe | Első japán sugárzás  | Első magyar sugárzás |
| -- | --- | -------------------- | -------------------- |
| 1  | Két ember – Ha nem találkoznak Futari ~Deavanakereba~ (ふたり 〜出会わなければ〜; Hepburn: Futari ~Deawanakereba~) Destino                            | 2007. április 4.     | 2009. október 23.    |
| 2  | Ígéret – Az emlékek illata Jakuszoku ~Omoide no kaori~ (約束 〜思い出の香り〜; Hepburn: Yakusoku ~Omoide no kaori~) Il Segreto                        | 2007. április 11.    | 2009. október 23.    |
| 3  | Ébredező szerelem – Kegyetlen játékok Koigokoro ~Zankoku na itazura~ (恋心 〜残酷な悪戯〜; Hepburn: Koigokoro ~Zankoku na itazura~) Attrazione        | 2007. április 18.    | 2009. október 30.    |
| 4  | Tartózkodó szerelem – Elázni az esőben Hadzsirai ~Ame ni utarete~ (恥じらい 〜雨に打たれて〜; Hepburn: Hajirai ~Ame ni utarete~) Una Timida Fanciulla | 2007. április 25.    | 2009. október 30.    |
| 5  | Forgószél – Lángoló elszántság Kaze ~Mojuru kakugo~ (旋風 〜燃ゆる覚悟〜; Hepburn: Kaze ~Moyuru kakugo~) Si Alza il Vento                             | 2007. május 2.       | 2009. november 6.    |
| 6  | Remény – A jövőbe vetett hit Kibó ~Takuszareta asita~ (希望 〜託された明日〜; Hepburn: Kibō ~Takusareta ashita~) Speranza                             | 2007. május 9.       | 2009. november 6.    |
| 7  | Lángolás – A pillanat heve Nukumori ~Ima dake va~ (ぬくもり 〜今だけは〜; Hepburn: Nukumori ~Ima dake wa~) Il Tocco delle Tue Mani                    | 2007. május 16.      | 2009. november 13.   |
| 8  | Könyörület – Az igazság harcosa Amae ~Szeigi to va~ (甘え 〜正義とは〜; Hepburn: Amae ~Seigi to wa~) La Via Più Facile                                | 2007. május 23.      | 2009. november 13.   |
| 9  | Csatakiáltás – A kétség eloszlása Kekki ~Tacsikiru majoi~ (決起 〜断ち切る迷い〜; Hepburn: Kekki ~Tachikiru mayoi~) L’Incrocio                        | 2007. május 30.      | 2009. november 20.   |
| 10 | Könnyek – Találkozni veled Namida ~Anata to aete~ (泪 〜貴方と逢えて〜; Hepburn: Namida ~Anata to aete~) Lacrime                                      | 2007. június 6.      | 2009. november 20.   |
| 11 | Fogadalmak – A reggeli nap áldása Csikai ~Aszahi no sukufuku~ (誓い 〜朝陽の祝福〜; Hepburn: Chikai ~Asahi no shukufuku~) II Giuramento               | 2007. június 13.     | 2009. november 27.   |
| 12 | Megnyugvás – Így maradni Anszoku ~Kono mama de~ (安息 〜このままで〜; Hepburn: Ansoku ~Kono mama de~) Un Porto Sicuro                                 | 2007. június 20.     | 2009. november 27.   |
| 13 | Szívverés – Ha vezetnek Mjakudó ~Micsibikarete~ (脈動 〜導かれて〜; Hepburn: Myakudō ~Michibikarete~) Il Battito Vitale                               | 2007. június 27.     | 2009. december 4.    |
| 14 | A kötelesség súlya – Itt, a karodban Dzsúszeki ~Kono ude no naka de~ (重責 〜この腕の中で〜; Hepburn: Jūseki ~Kono ude no naka de~) La Sfida          | 2007. július 4.      | 2009. december 4.    |
| 15 | Egymaga – A járható út Dzsiga ~Szuszumu beku micsi~ (自我 〜進むべく道〜; Hepburn: Jiga ~Susumu beku michi~) L’Alba dei Cambiamenti                   | 2007. július 11.     | 2009. december 11.   |
| 16 | Egyedül – Szeretni Hitori ~Itosikute~ (ひとり 〜いとしくて〜; Hepburn: Hitori ~Itoshikute~) Lontano dall’Amato                                        | 2007. július 18.     | 2009. december 11.   |
| 17 | Zsarnok – A sötétségbe vesző végzet Bókun ~Sikkoku no innen~ (暴君 〜漆黒の因縁〜; Hepburn: Bōkun ~Shikkoku no innen~) Il Passato Sepolto             | 2007. július 25.     | 2009. december 18.   |
| 18 | Vágyódás – Minden szívben Kokorozasi ~Szorezore no mune ni~ (志 〜それぞれの胸に〜; Hepburn: Kokorozashi ~Sorezore no mune ni~) Volontà               | 2007. augusztus 1.   | 2009. december 18.   |
| 19 | Örökség – Én, senki más Keisó ~Vare koszo va~ (継承 〜我こそは〜; Hepburn: Keishō ~Ware koso wa~) Il Vento della Speranza                             | 2007. augusztus 8.   | 2010. január 8.      |
| 20 | Küldetés – Egy határozott lépés Simei ~Juruginaki ippo~ (使命 〜揺るぎなき一歩〜; Hepburn: Shimei ~Yuruginaki ippo~) Tenuti al Dovere                 | 2007. augusztus 29.  | 2010. január 8.      |
| 21 | Egyezség – Az istennő ölelése Okite ~Megami no hójó~ (掟 〜女神の抱擁〜; Hepburn: Okite ~Megami no hōyō~) Da Morire                                   | 2007. szeptember 5.  | 2010. január 15.     |
| 22 | Átok – A tomboló harag Dzsubaku ~Aburu gekidzsó~ (呪縛 〜荒ぶる激情〜; Hepburn: Jubaku ~Aburu gekijō~) La Fine della Rivoluzione                      | 2007. szeptember 12. | 2010. január 15.     |
| 23 | Rügyezés – A halál csókja Mebuki ~Si no kucsizuke~ (芽吹き 〜死の接吻〜; Hepburn: Mebuki ~Shi no kuchizuke~) Per il Mio Amore                         | 2007. szeptember 19. | 2010. január 22.     |
| 24 | Ima – Egy világban veled Inori ~Kimi no iru szekai~ (祈り 〜きみのいる世界〜; Hepburn: Inori ~Kimi no iru sekai~) Un Nuovo Mondo                      | 2007. szeptember 26. | 2010. január 22.     |